# Dinghu

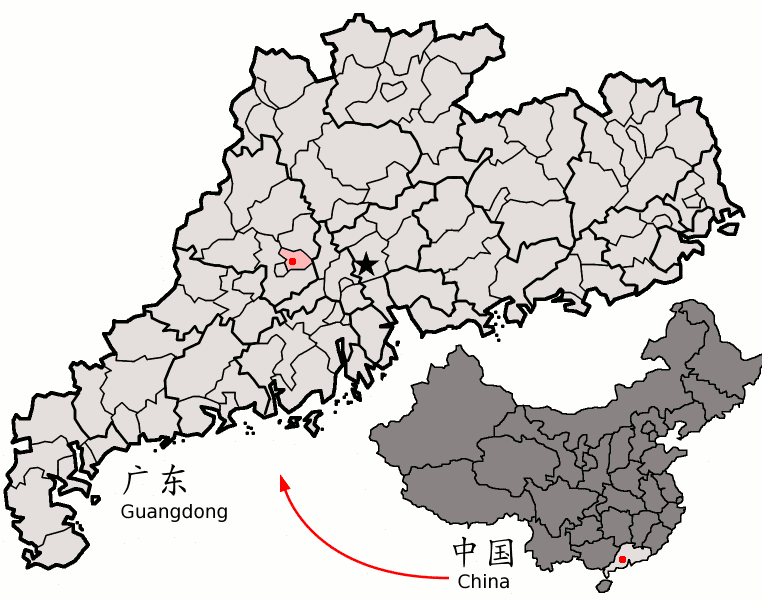
Lage von Dinghu in Guangdong

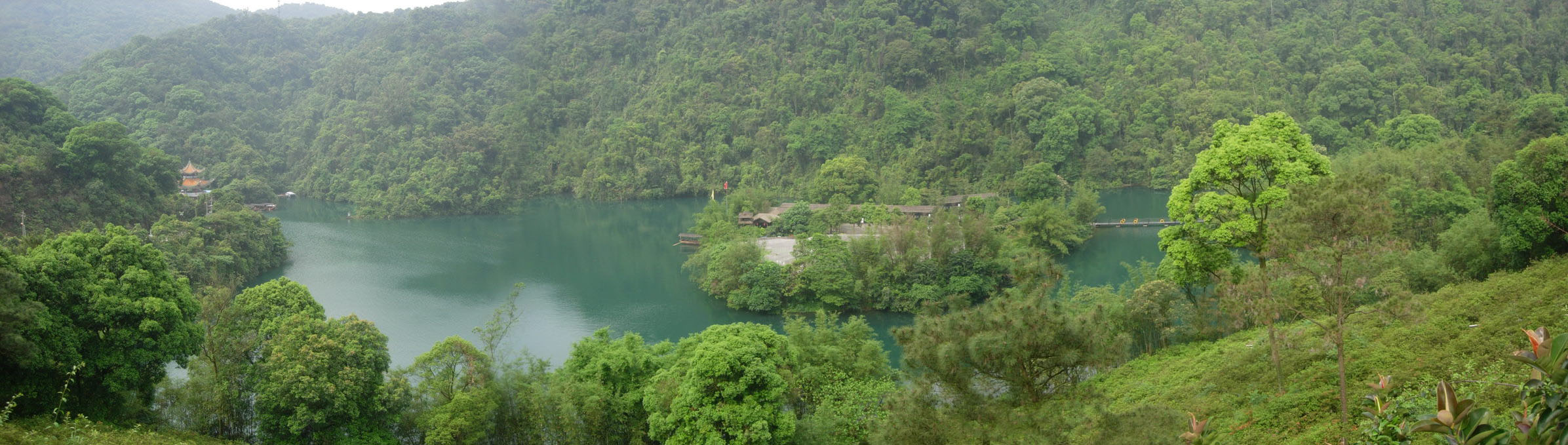
Landschaft in Dinghu

Dinghu (chinesisch 鼎湖区, Pinyin Dǐnghú Qū) ist ein Stadtbezirk in der chinesischen Provinz Guangdong. Er gehört zum Verwaltungsgebiet der bezirksfreien Stadt Zhaoqing. Dinghu hat eine Fläche von 552,4 km² und zählt 209.116 Einwohner (Stand: Zensus 2020).

## Administrative Gliederung
Auf Gemeindeebene setzt sich der Stadtbezirk aus drei Straßenvierteln und vier Großgemeinden zusammen. 